# Jianyuan (140-135 av. J.-C.)
Pour les articles homonymes, voir Jianyuan.
L'ère Jianyuan, ou Tsien-yuan (140-135 av. J.-C.) (chinois traditionnel et simplifié : 建元 ; pinyin : Jiànyuán ; litt. « Mise en place des fondations ») est la première ère chinoise de l'empereur Wudi de la dynastie Han.
Traditionnellement, l'ère Jianyuan est considérée comme la première des ères chinoises. L'ère Jianyuan a été proclamée de façon rétroactive, lorsque l'empereur Wudi en 114 ou 113 av. J.-C. instaura le système d'ère en créant une ère pour chaque période de son règne et en nommant Jianyuan les six premières années de son règne.

## Chronique

### 1reannée(140av. J.-C.)
- intronisation de l'empereur Wudi.

### 2eannée(139av. J.-C.)
- Zhang Qian est envoyé chez les Yuezhi avec pour mission de négocier une alliance permettant de prendre les Xiongnu en tenaille.

### 4eannée(137av. J.-C.)
- mort de Zhao Tuo, fondateur de la dynastie des Yue du Sud. Son petit-fils Zhao Mo lui succède.

### 5eannée(136av. J.-C.)
- l'empereur Wudi fait de l'école confucéenne la doctrine officielle de l'empire.

### 6eannée(135av. J.-C.)
- Le roi du royaume de Minyue déclare la guerre au Nanyue.
- Naissance de l'historien Sima Qian.

| Jianyuan               | 1re année     | 2de année     | 3e année      | 4e année      | 5e année      | 6e année      |
| ---------------------- | ------------- | ------------- | ------------- | ------------- | ------------- | ------------- |
| Calendrier julien      | 140 av. J.-C. | 139 av. J.-C. | 138 av. J.-C. | 137 av. J.-C. | 136 av. J.-C. | 135 av. J.-C. |
| Calendrier sexagésimal | Xinchou       | Renyin        | Guimao        | Jiachen       | Yisi          | Bingwu        |